# Astaroth: Book of Angels Volume 1
Astaroth: Book of Angels, Volume 1 è un album in studio del pianista statunitense Jamie Saft, contenente 10 delle 316 composizioni del compositore jazz statunitense John Zorn provenienti dal libro delle composizioni Book of Angels. Fu pubblicato il 24 maggio 2005 dalla Tzadik Records.

## Tracce
Musiche di John Zorn.
1. Shalmiel (130° composizione) – 5:26
2. Ygal (52° composizione) – 3:10
3. Astaroth (221° composizione) – 6:11
4. Ezeqeel (228° composizione) – 4:22
5. Ariel (210° composizione) – 6:29
6. Sturiel (248° composizione) – 5:07
7. Baal-Peor (220° composizione) – 7:12
8. Pursan (224° composizione) – 2:23
9. Lela'hel (251° composizione) – 9:04
10. Beleth (231° composizione) – 5:59

Durata totale: 55:23

## Formazione
- John Zorn – produzione, arrangiatore, direzione
- Jamie Saft – pianoforte
- Greg Cohen – basso
- Ben Perowsky – batteria